# Breaking Brad
"Breaking Brad" es el segundo episodio de la segunda temporada y octavo episodio en general de la serie de televisión estadounidense Loki, basada en Marvel Comics y protagonizada por el personaje homónimo. Sigue a Loki trabajando con Mobius M. Mobius, Hunter B-15 y otros miembros de la Autoridad de Variación Temporal (TVA) para encontrar a Sylvie, mientras se enfrenta al cazador de la AVT Hunter X-5 y a la General Dox. El episodio está ambientado en el Universo Cinematográfico de Marvel (MCU), compartiendo continuidad con las películas de la franquicia. Fue escrito por el escritor principal Eric Martin y dirigido por Dan DeLeeuw.
Tom Hiddleston retoma su papel de Loki de la serie de películas, protagonizada junto a Sophia Di Martino (Sylvie), Wunmi Mosaku (Hunter B-15), Eugene Cordero, Neil Ellice y Owen Wilson (Mobius) retomando sus papeles de la primera temporada junto a Rafael Casal (Hunter X-5), Kate Dickie (General Dox) y Ke Huy Quan. El desarrollo de la segunda temporada comenzó en noviembre de 2020, que se confirmó formalmente en julio de 2021. En febrero de 2022 se reveló que Martin escribiría la mayor parte de la temporada, mientras que se confirmó que DeLeeuw dirigiría la temporada en junio de 2023.
"Breaking Brad" se estrenó en Disney+ el 12 de octubre de 2023. El episodio recibió críticas positivas de los críticos por sus imágenes, dirección y actuaciones (particularmente las de Hiddleston, Wilson y Casal), pero recibió algunas críticas por su narrativa. La caracterización de Loki fue destacada por los críticos, comparándola con apariciones anteriores del personaje en el MCU, como Los Vengadores.

## Trama
Con la misión de encontrar a Sylvie y después de que la General Dox y Hunter X-5 dejan de responder, Loki y Mobius intentan localizar a X-5, pensando que se ha encontrado con Sylvie. Encuentran a X-5 en la Sagrada Línea del Tiempo, viviendo como un famoso actor de cine llamado Brad Wolfe, en Londres, Reino Unido en 1977. Cuando ambos se encuentran a Wolfe junto a Hunter B-15, Wolfe comienza a huir; en su escape domina a Mobius, pero Loki usa magia para capturar a Wolfe, quien es llevado de regreso a la sede de la AVT.
Casey descubre que Renslayer se comunicó con Miss Minutes antes de que ambas desaparecieran y concluye que están trabajando juntas. Mientras tanto, OB intenta reparar el Telar Temporal para acomodar de manera segura las líneas de tiempo ramificadas sin causar una fusión, pero descubre que no puede acceder al Telar sin la ayuda de Miss Minutes o el aura del creador de la AVT, He Who Remains.
Después de que Mobius pierde la calma al interrogar a Wolfe, Loki interroga a Wolfe solo. Loki usa un dispositivo para apretar físicamente a Wolfe hasta que Wolfe admite haber abandonado la misión de Dox y conocer la ubicación de Sylvie. Loki, Mobius y Wolfe viajan a Oklahoma en una línea temporal ramificada y encuentran a Sylvie trabajando para McDonald's. Loki le cuenta a Sylvie que la vio en el futuro de la AVT y le pide ayuda para descubrir qué pasó, pero Sylvie está feliz con su nueva vida y no quiere tener nada que ver con la AVT. Wolfe proclama que todos están en peligro de muerte, por lo que Sylvie lo encanta, revelando el plan real de Dox para bombardear y destruir simultáneamente todas las líneas de tiempo ramificadas.
Loki, Mobius y Sylvie viajan a la ubicación de Dox y lanzan un ataque para detener su operación en curso, pero no evitan que la mayoría de las ramas de la línea de tiempo fueron destruidas para entonces, mediante cargas de reinicio. Dox es capturada y algunos de sus aliados escapan. Casey encuentra el TemPad de Renslayer en una de las líneas de tiempo ramificadas restantes. Loki le pide a Sylvie que se quede con él pero ella le hace ver que la AVT está podrida por no defender las líneas ramificadas y regresa a Oklahoma con el Tempad de He Who Remains en su poder.

## Producción

### Desarrollo
El desarrollo de una segunda temporada de Loki había comenzado en noviembre de 2020,  lo que se confirmó a través de una escena a mitad de créditos en el final de la primera temporada, que se estrenó en julio de 2021.  En febrero de 2022, Eric Martin, escritor de la primera temporada que asumió algunas de las tareas del creador de la serie Michael Waldron durante la producción de esa temporada,  estaba listo para escribir los seis episodios de la segunda temporada.  Dan DeLeeuw, supervisor de efectos visuales y director de la segunda unidad en varias películas del MCU, fue revelado como director de la temporada en junio de 2023,   dirigiendo el segundo episodio.  Los productores ejecutivos de la temporada incluyen a Kevin Feige, Stephen Broussard, Louis D'Esposito, Victoria Alonso, Brad Winderbaum y Kevin R. Wright de Marvel Studios, junto con el protagonista Tom Hiddleston, Justin Benson y Aaron Moorhead, Martin y Waldron.  El segundo episodio, titulado "Breaking Brad",  fue escrito por Martin,  y se lanzó en Disney+ el 12 de octubre de 2023.  El título alude a la serie de televisión Breaking Bad así como a elementos argumentales del episodio relacionados con la frase "breaking bad" (traducción de "hacerse malo"). 

### Escritura
Se revela que el cazador de la AVT X-5 se convirtió en el actor Brad Wolfe cuando encuentra su vida real en la Sagrada Línea del Tiempo, protagonizando la película Zaniac. El director Dan DeLeeuw explicó que esta versión del personaje no tendría los mismos atributos que el villano del cómic, explicando que el equipo creativo "quería jugar" con eso siendo un huevo de Pascua y haciendo referencia a un personaje de cómic más oscuro.  Tras el final del rodaje del final de la primera temporada, "For All Time. Always", Wright y la actriz Sophia Di Martino comenzaron una discusión informal sobre el futuro de Sylvie, y Di Martino pensó que tendría hambre después de que la muerte de He Who Remains concluyera su larga misión de venganza. Cuando comenzó el desarrollo de la segunda temporada, Wright sintió que hacer que Sylvie visitara un McDonald's de la década de 1980 sería "atractivo" para ella como un lugar para "reducir el ritmo", y se sintió atraída por ese lugar debido a la nostalgia que un niño pequeño tenía al ir allí después de una evento deportivo o para una fiesta de cumpleaños, algo que Sylvie nunca experimentó. La ubicación de McDonald's en 1982 se incluyó en el guion antes de acercarse a la empresa, lo contrario de las típicas asociaciones de marcas en los medios, con McDonald's de acuerdo con la idea.  Se consideró un restaurante genérico, RoxBurger, parte de la malvada corporación del MCU Roxxon, pero DeLeeuw señaló que no contaba ningún tipo de historia de la misma manera que McDonald's tenía una cualidad "atemporal" de la que muchos también podían relatar recuerdos. 

### Casting
El episodio está protagonizado por Tom Hiddleston como Loki, Sophia Di Martino como Sylvie, Wunmi Mosaku como Hunter B-15, Eugene Cordero como Casey, Rafael Casal como Hunter X-5 / Brad Wolfe, Kate Dickie como General Dox, Neil Ellice como Hunter D- 90, Ke Huy Quan como Ouroboros "OB" y Owen Wilson como Mobius M. Mobius.  

### Diseño
La diseñadora de vestuario Christine Wada consultó el manual oficial de McDonald's para conocer los uniformes de la época. Al final tuvo que crear los uniformes desde cero, ya que no pudo encontrar ningún uniforme auténtico de la época para comprar. 

### Filmación y efectos visuales
El rodaje tuvo lugar en Pinewood Studios en el Reino Unido,  con DeLeeuw dirigiendo y Oliver Loncraine como director de fotografía. Se agregó grano de película a todo el episodio para mejorar la credibilidad de los períodos de las décadas de 1970 y 1980. DeLeeuw explicó: "Creo que la paleta fue increíblemente importante para McDonald's, porque comenzaste a utilizar los colores más vibrantes de los años ochenta, en contraste con los colores más apagados de los años setenta".  En el borrador original del guion había una secuencia de persecución de autos cuando Loki y Mobius perseguían a Wolfe. DeLeeuw sintió que "no tenía mucho sentido" para el personaje de Loki, y decidió "ir un poco más hacia el lado oscuro de Loki", ideando los chistes de la sombra del cuerno. 
La ubicación de McDonald's en Broxton, Oklahoma de 1982, se filmó en un antiguo restaurante en Inglaterra, y Marvel Studios trabajó con el archivero e historiador de McDonald's, Mike Bullington, para garantizar que las decoraciones del set fueran lo más precisas posible. La empresa envió seis equipos de restaurante, como cajas registradoras y dispensadores de pajitas, a Inglaterra para utilizarlos en el set. Bullington sugirió que se construyera un servicio de autoservicio en el lugar establecido, dado que se habían convertido en una característica popular de los restaurantes McDonald's en ese momento después de su introducción en 1975.  Los efectos visuales para el episodio fueron creados por FuseFX, Industrial Light & Magic, Yannix, SDFX Studios, Framestore, Trixter, Cantina Creative y Lola VFX.

## Marketing
Después del lanzamiento del episodio, Marvel anunció productos inspirados en el episodio como parte de su promoción semanal "Marvel Must Haves" para cada episodio de la serie, incluida ropa y accesorios, una figura de Hot Toys de Sylvie y un Funko Pop de O.B. 

## Recepción
El sitio web de recopilación de reseñas Rotten Tomatoes informa un índice de aprobación del 90%, según 10 reseñas. 
Fran Ruiz de Space.com elogió a Tom Hiddleston y Owen Wilson por ser "capaces de recuperar algunos de los mejores momentos de la temporada 1 entre Loki y Mobius mientras sus personajes avanzan a través de acciones que no involucran grandes escenarios o arreglar un dispositivo gigante".... lo cual es notable dados los elementos que definen la saga en el centro" del programa. 
Siddhant Adlakha de Vulture escribió que este episodio fue "confuso" y "hace poco más que girar sus ruedas", sin lograr progresar ni producir historias interesantes ni para los personajes individuales ni para el multiverso en general. Adlakha criticó la destrucción de múltiples líneas de tiempo ramificadas por carecer de "peso" debido a la falta incluso de "una descripción brillante de cualquiera de las vidas en cuestión". 
William Hughes de AV Club, dio una reacción mixta al episodio, elogió las "imágenes, la actuación, una sensación de energía casi vertiginosa" y la sensación de "diversión", pero criticó la escritura del programa por la "flexibilidad de las motivaciones de sus personajes"., que a veces sienten que pueden vacilar de... línea en línea, según lo exige la trama". Hughes destacó que la actuación de Rafael Casal como Hunter X-5 fue un "placer absoluto, que combina 'compañero imbécil' y amenaza genuina a partes iguales". 
Therese Lacson de Collider describió el episodio como "cómodo", con las "travesuras de policías compañeros de tiempo" de Loki y Mobius y una rara muestra de Loki usando magia. Lacson destacó la interacción de Loki y Sylvie como la mejor parte del episodio debido a la "tensión", el "tira y afloja" de los personajes y la magnífica "química" de sus actores. 
Sabina Graves de Gizmodo elogió la actuación de Rafael Casal en este episodio como "destacada devoradora de escenas", cuando estaba "derribando a Hiddleston y Wilson", lo que favoreció el buen desempeño de Hiddleston al usar el antiguo personaje de Loki para igualar a Hunter X. -La "crueldad" de 5. Graves también comentó que la reunión de Loki y Sylvie parecía "romántica... Es conmovedora y triste, pero no puedes evitar animarlos", y sus actores pudieron transmitir esto con sólo "movimientos y contacto visual". 